# Neomaso setiger
Espèce
Neomaso setiger est une espèce d'araignées aranéomorphes de la famille des Linyphiidae.

## Distribution
Cette espèce est endémique de la région du Biobío au Chili,. Elle se rencontre dans la province d'Arauco vers 1 000 m d'altitude.

## Description
Les mâles mesurent de 2,7 à 2,9 mm. La femelle est inconnue.

## Publication originale
- Millidge, 1991 : Further linyphiid spiders (Araneae) from South America. Bulletin of the American Museum of Natural History, no 205, p. 1-199 (texte intégral).